# Cattleya mirandae
Cattleya mirandae är en orkidéart som först beskrevs av Kleber Garcia de Lacerda och Vitorino Paiva Castro, och fick sitt nu gällande namn av Van den Berg. Cattleya mirandae ingår i släktet Cattleya och familjen orkidéer. Inga underarter finns listade i Catalogue of Life.